# Rębowo (Sławęcinek)
Rębowo – część wsi Sławęcinek w Polsce, położona w województwie wielkopolskim, w powiecie konińskim, w gminie Ślesin.
W latach 1975–1998 Rębowo należało administracyjnie do województwa konińskiego.